# Козловский, Александр Дмитриевич (историк)
Князь Александр Дмитриевич Козловский (30 апреля 1791—1845 или 1852) — костромской историк-краевед из рода князей Козловских, автор первого труда по истории Костромской земли.

## Биография
Родился 30 апреля 1791 года в родовом имении отца в селе Борщовка Нерехтского уезда Костромской губернии, старший из 9 детей. Отец — Дмитрий Николаевич Козловский (1764—1819), Плесский уездный, затем Костромской губернский предводитель дворянства. Мать — Прасковья Тимофеевна Козловская из крепостных крестьян. После смерти отца Александром Дмитриевичем было получено несколько деревень и пустошей близ села Семигорье на правом берегу Волги, а также несколько десятин земли в этом селе. О его ранних годах жизни сведений нет.
Уже в молодости проявил интерес к истории Костромской земли, и 8 марта 1829 года Московское общество истории и древностей Российских избрало его своим членом-соревнователем. Труды о местной истории помещались им в нескольких петербургских и московских журналах: «Отечественные Записки», «Сын Отечества», и др. В 1834 году Александр Дмитриевич преподнес императору Николаю I в ходе посещения им Кинешмы рукопись своей книги «Взгляд на историю Костромы». Лишь в 1840 году она была издана в Петербурге.
К 1844 году оставил службу в Кинешме и устроился городовым секретарем в Юрьевце. В 1844 году в «Списке дворян Юрьевецкого уезда» указано, что князю А. Д. Козловскому 53 года, в Кинешемском уезде у него имеется 59 душ.
В разных публикациях указаны две даты: 1845 и 1852. Место его погребения неизвестно.

## Семья
У князя было две жены. О первой сведений нет. Второй стала Пелагея Исаевна, вольноотпущенная. От второго брака имел детей: Дмитрий Александрович, Александр Александрович, Владимир Александрович (?), три дочери.

## Сочинения
- Козловский А. Вичуга // Отечественные записки. — 1824. — С. 128—132.
- Взгляд на историю Костромы, составленный трудами князя Александра Козловского. — Москва : тип. Н. Степанова, 1840. — 203 с.; 22.